# Шерблака
Шерблака (на шведски: Skärblacka) е град в югоизточна Швеция, лен Йостерйотланд, община Норшьопинг. Разположен е на южния бряг на езерото Глан. Намира се на около 200 km на югозапад от столицата Стокхолм, на около 30 km на североизток от Линшьопинг и на около 20 km на запад от общинския център Норшьопинг. Има жп гара. Населението на града е 4029 жители, по приблизителна оценка от декември 2017 г.